# The Hush Sound
The Hush Sound é uma banda estadunidense de rock alternativo fundada em 2004 em Chicago, Illinois. Inicialmente chamado "The Hush," a banda depois trocou seu nome para "The Hush Sound" porque descobriram um rapper com o mesmo nome.  O quarteto é constituído por Bob Morris (vocais e guitarra), Chris Faller (baixo e vocais), Darren Wilson (bateria e vocais) e Greta Salpeter (vocais e piano). A banda foi descoberta por Pete Wentz, baixista do Fall Out Boy e por Ryan Ross, ex-guitarrista do Panic! At The Disco.

## História
The Hush Sound foi fundada por Greta Salpeter e Bob Morris. Ambos se conheceram quando Greta  estava na sétima série, e Bob estava no primeiro ano. Ele sempre havia sido um cantor, enquanto Greta era uma pianista. 
A banda se formou no fim de 2004 no início de 2005,e enquanto escreviam músicas, achavam que valia a pena publicá-las. No trabalho anterior deles, a banda era mais baseada na parte acústica. Um dia a banda decidiu que um piano e uma guitarra não eram suficientes para o som que queriam, então começaram a procurar um baterista e um baixista para participarem.
Logo, foram incluídos na banda o baixista Chris Faller e o baterista Darren Wilson, que já haviam tocado juntos em uma banda chamada "Until Sundown".
No fim de março de 2005, The Hush Sound apresentou sua música ao produtor Brian Zieske que ajudou eles a realizarem seu álbum de estreia. O álbum foi gravado na Gallery of Carpet Recording na Villa Park IL (Illinois), sendo nomeado como 'So Sudden'; uma reflexão de como as coisas iam bem para a banda, venderam aproximadamente 300 CDs em duas noites. Cinco meses depois, a banda começou a fazer shows. Logo, o grupo ganhou atenção do baixista do Fall Out Boy, Pete Wentz.

## Discografia
Em 2005, a banda lançou seu primeiro álbum So Sudden.  O seu segundo álbum, Like Vines, foi lançado em 2006 pela gravadora Fueled by Ramen. Seu terceiro álbum, "Goodbye Blues", foi gravado entre outubro e novembro de 2007 em Los Angeles e foi lançado em 18 de março de 2008.

### Álbuns
| Título        | Data de lançamento    | Gravadora                  |
| ------------- | --------------------- | -------------------------- |
| So Sudden     | 11 de outubro de 2005 | Decaydance/Fueled by Ramen |
| Like Vines    | 6 de junho de 2006    | Decaydance/Fueled by Ramen |
| Goodbye Blues | 18 de março de 2008   | Decaydance/Fueled by Ramen |

### Singles
| Título                   | Data de lançamento | Album         |
| ------------------------ | ------------------ | ------------- |
| Crawling Towards the Sun | 2005               | So Sudden     |
| We Intertwined           | 2006               | Like Vines    |
| Wine Red                 | 2006               | Like Vines    |
| Honey                    | 2008               | Goodbye Blues |
| Medicine Man             | 2008               | Goodbye Blues |